# Kék pattanóbogár
A kék pattanóbogár vagy kék pattanó (Limoniscus violaceus) a pattanóbogár-félék (Elateridae) családjába tartozó fokozottan védett rovarfaj. Az Európai Unió élőhelyvédelmi irányelvének II. melléklete is megemlíti. Az Európa-szerte igen ritka, szaproxilofág életmódú bogarat 2008-ban egy országos felmérés során Magyarországon több helyen is fellelték, állományai egészséges fák korhadó gesztjével összeköttetésben álló talaj közeli odvakban éltek.
12 mm hosszú, fekete alapszínén kékeslilás visszatükröződés látható.